# Andrea Demirović
Andrea Demirović (černohorsky Андреа Демировић; * 17. června 1985 Podgorica), známá také jen jako Andrea, je černohorská zpěvačka.
Vešla ve známost účastí na festivalu Sunčane skale v roce 2002. Později se účastnila několika regionálních festivalů a pokoušela se vyhrát některé z národních kol, aby mohla reprezentovat Srbsko a Černou Horu a později i samostatnou Černou Horu na Eurovision Song Contest. Své první album Andrea vydala v roce 2006. 
V roce 2009 reprezentovala Černou Horu na Eurovision Song Contest 2009 v Moskvě s písní „Just Get Out of My Life“, s níž obsadila 11. místo v semifinále se ziskem 44 bodů a nekvalifikovala se do finále.
V roce 2013 reprezentovala Černou Horu na Baltic Song Contest s písněni „Odlazim“ а „All The Best“.
V roce 2015 se zúčastnila národního kola Odbrojavanje za Beč, ze kterého vzešel reprezentant Srbska na Eurovision Song Contest 2015, ale nevyhrála.

## Diskografie

### Alba
- 2009: Andrea

### Singly
- „Just Get Out Of My Life“
- „The Queen of the Night“